# Wörrstadt
Wörrstadt település Németországban, Rajna-vidék-Pfalz tartományban. Lakosainak száma 8553 fő (2023. december 31.).

## Népesség
A település népességének változása:
| Lakosok száma | 5591 | 8005 | 8027 | 8189 | 8414 | 8553 |
|               | 1975 | 2017 | 2019 | 2021 | 2022 | 2023 |